# Maimie
maimie（まいみい、1987年8月1日 - ）は山口県出身の日本のボーカリスト、作詞家、デザイナーである。東京都に在住。
仮歌シンガーとしての活動を中心に、他のアーティストの楽曲にガイドボーカル、コーラス担当として数多く参加し、ゲーム・アニメーション作品などの主題歌ならびに関連楽曲の作詞およびレコードジャケットのデザインも手掛けている。自らも作品を発表しており、自身の作品では作曲も行う。

## 略歴
幼少の頃からピアノのソルフェージュを始め、アルトとして合唱部に所属していた。もとは洋楽を好んでいたが、高校・大学時代にアニメソングとゲームソングに傾倒したことが後の作品に影響を与えた。大阪大学文学部に進学し、学生時代は哲学を学んだ。
2012年からバンド活動、シンガーソングライター活動を開始。同年からボイストレーニングスクール・VOAT福岡校に通い始め、翌年にはショーケース生に選抜され集中レッスンを受ける。2013年に上京し、アニメやJ-POP作家の仮歌を担当し始める。
2015年、スマートフォン向けゲーム『グランブルーファンタジー』のキャラクターソング「キミとボクのミライ」にて作詞家デビュー。同年7月、日本ファルコムが同社の音楽事業として立ち上げたバンド「ファルコムjdkバンドθ」の初代ヴォーカリストに選ばれ、同10月に吉祥寺で開催された初ライブ「Falcom jdk BAND θ Live」にも出演した。
2016年からは自身の作品もリリース。M3などの同人イベントやBOOTHでの自主制作CDやグッズの頒布を行っている。シングルはAmazonなどでの委託販売も行っており、ミニアルバムはレーベルから全国流通盤も発売されている。

## ディスコグラフィ

### シングル
全て自主制作。

### ミニアルバム
発売日下段とレーベルは全国流通盤のもの。

## 参加曲

### 作詞

#### 声優
- 井口裕香
  - blue moon - シングル『革命前夜』<アニメ盤> 収録（2018）
- 東山奈央
  - キミとボクのミライ ～GRANBLUE FANTASY～ - ベストアルバム『Special Thanks！』収録（2020）

#### ゲーム
- グランブルーファンタジー
  - キミとボクのミライ ～GRANBLUE FANTASY～ - ジータ（cv.金元寿子）、ルリア（cv.東山奈央）、ヴィーラ（cv.今井麻美）、マリー（cv.長谷川明子）(2015)
  - ソラのミチシルベ ～GRANBLUE FANTASY～ - フェリ（cv.米澤円）(2015)
  - ヨゾラのシズク ～GRANBLUE FANTASY～ - アリーザ（cv.高森奈津美），ジェシカ（cv.瀬戸麻沙美）(2016)
  - マホウのノート ～GRANBLUE FANTASY～ - ルリア（cv.東山奈央）、シェロカルテ（cv.加藤英美里）(2016)
  - 蒼紅華之舞 ～GRANBLUE FANTASY～ - ユエル（cv.植田佳奈），ソシエ（cv.白石涼子）(2017)
  - 死ニ至ル恋 ～GRANBLUE FANTASY～ - ニーア(cv.下屋則子)（2021）
- ガールフレンド（仮）
  - One Step! - 望月エレナ（cv.原田ひとみ）＆村上文緒（cv.名塚佳織）(2016)
  - 笑顔のすゝめ - 橘響子（cv.新谷良子）(2016)
  - せいくらべ - 上条るい（cv.渡部優衣）(2016)
  - brand-new magic days - 新垣雛菜（cv.米澤円）(2017)
- クリスタルクラウン
  - 風詠 (2015)
- 電音部
  - ペトリコールを渡って - 瀬戸海月（cv.シスター・クレア）（2020）
- ラグナロクオリジン
  - Seize the moment - maimie（2021）

#### 映画
- どすこい!すけひら

#### その他
- SAKUR4 from SHOJO COMPLEX
  - Justice Knight （インドネシア映画「Satria Heroes: Revenge of Darkness（インドネシア語版）」主題歌）(2017)

## 演奏等参加曲

### 歌唱

#### テレビ番組
- 特捜9
  - 愛人ホテル (2018)
  - 秘密のネクタイ (2018)
- おかあさんといっしょ
  - からだ☆ダンダン (2019)
- かぐや様は告らせたい？～天才たちの恋愛頭脳戦～
  - やさしさの記憶 - 第7話劇中歌（2020）

#### テレビCM
- カルビー フルグラ®　「花火」篇（2021）

#### 映画
- 銀魂2 掟は破るためにこそある
  - 高い下駄を置いてゆけ（2018）

#### WEB
- 僕のヒーローアカデミア
  - 有精卵 ＜You Say Run＞ -JAPAN MIX-（2020）
- 東京ミュウミュウ にゅ～♡
  - bitter sweet darling - ガイドボーカル歌唱（2020）
- アース製薬 「モンダミンキッズたいそう」（2021）

#### ゲーム
- グランブルーファンタジー
  - ビィくん絵描き歌 (2015)
  - シェロちゃん絵描き歌 (2015)
- crossbeats REV.
  - Over Clock ~前兆~ - NAOKI feat. un∞ limited (2017)
  - Over Clock ~開放~ - NAOKI feat. un∞ limited (2017)
- トラベリングスターズ
  - melody - ED主題歌（2016）
- 龍が如く極2
  - ゲーム内歌唱参加（2017）
- クイズRPG 魔法使いと黒猫のウィズ
  - GUARDIAN（2018）
- 全民舞姫
  - Light Up Dreams!（2018）
- GITADORA EXCHAIN
  - Clowing folly（2018）
- SOUND VOLTEX  VIVID WAVE
  - 君はFantasista（2019）
- Memories of Link
  - ゲーム内キャラクターソング（2019）
- 聖闘士星矢 ライジングコスモ
  - eternal feather（2019）
- TrymenT －今を変えたいと願うあなたへ－ AlphA編
  - ReTrymenT-TraumenD- - エンディングテーマ。天草月乃(maimie)名義（2020）
- maimaiでらっくす
  - Ututu（2020）
- Animistic 万灵启源
  - Myriads of Tales（2020）
- ラグナロクオリジン
  - Seize the moment（2021）
- メメントモリ
  - Liar's Lie - キャラクター専用曲。メメントモリ Lament Collection Vol.1（2023年10月25日発売）に収録。
  - I Wish - キャラクター専用曲。メメントモリ Lament Collection Vol.2（2024年10月23日発売）に収録。

#### 遊技機
- CR秘宝伝 秘められし時の鼓動
  - 夜明けへの前奏曲 (2017)
- 盗忍!剛衛門
  - はなさか◎すまいる (2017)
- CR FAIRY TAIL
  - 感情★ラリラnight (2018)
- ぱちんこ GANTZ:2
  - Human Nature (2019)
- ぱちんこ 仮面ライダー 轟音
  - Heartbeat Gravity（2020）

### 劇伴
- 隣の家族は青く見える (2018)
- アサシンズプライド (2019)
- どすこい!すけひら (2019)
- 推しが武道館いってくれたら死ぬ（2020）
- 仁王2（2020）
- かぐや様は告らせたい~天才たちの恋愛頭脳戦~ OVA（2020）

### コーラス

#### 声優・アニメソング
- 内田真礼
  - Hello, 1st contact! (2015)
  - Hello, future contact! (2015)
  - Agitato (2018)
- Machico
  - fantastic dreamer - この素晴らしい世界に祝福を! オープニングテーマ(2016)
  - fantastic dreamer -Monday Afternoon ver.- (2016)
  - マケズギライなThank you (2017)
  - Million Smile (2017)
- 村川梨衣
  - Baby, My First Kiss (2016)
  - クリームソーダとエンドロール (2017)
- 伊藤美来
  - Shocking Blue - 武装少女マキャヴェリズム オープニングテーマ (2017)
- MICHI
  - ソラネタリウム - あかねさす少女 オープニングテーマ (2018)
- 飯田里穂
  - いつか世界が変わるまで - 寄宿学校のジュリエット エンディングテーマ (2018)
- 浪川大輔
  - HIYAKE!ダンシング (2019)
- Run Girls, Run！
  - イルミナージュ・ランド - キラッとプリ☆チャン 主題歌
- 鬼頭明里
  - 23時の春雷少女（2020）
- Smewthie
  - bitter sweet darling - 東京ミュウミュウ にゅ～♡ 配信限定スタートアップシングル（2021）

#### J-POP
- 遊助
  - 鼻毛祭りのDooon踊り (2016)
  - 凛 (2016)
  - 本当にそれで良いの？ (2017)
  - 雷鳥 (2018)
  - 俺と付き合ってください (2018)
- 純情のアフィリア
  - この歌に永遠の愛を捧ぐ (2017)
  - ミライからきた私 (2017)
- 矢田悠祐
  - おかえり。 (Another Ver.) (2017)
- 織田哲郎
  - おきざりにした悲しみは  (2017)
- ピュアリーモンスター
  - 瞬感リスグラシュ (2017)
- わーすた
  - 最上級ぱらどっくす - アイドルタイムプリパラ オープニングテーマ (2017)
- sleepyhead
  - INSIDE OUT KISS feat.MOMIKEN（SPYAIR） (2018)
- ichica
  - I feat.川谷絵音（SPYAIR） (2018)

  1. f606

  - BLACK BARIUM（2020）
  - NO SAFETY-LIFE（2020）
- saji
  - 明日の空へ  - あひるの空 第33話挿入歌（2020）

#### VTuber
- 笹木咲
  - 煽動海獣ダイパンダ（2020）

#### アニメ
- 銃皇無尽のファフニール
  - Ray of bullet (tiny ver.) - イリス・フレイア (cv.日高里菜)、物部深月 (cv.沼倉愛美)(2016)
- ミリオンドール
  - 細胞プロミネンス - マリ子（cv.伊藤美来）(2015)
  - Take you to My PARTY!! - マリ子（cv.伊藤美来）(2015)
  - 逆境クライアウト  - マリ子（cv.伊藤美来）(2020)
- 夜桜四重奏
  - 夏祭りDon’t cry - 槍桜ヒメ（cv.福圓美里）(2015)
- ゆるゆり さん☆ハイ!
  - そわそわ!?ワンスモア - 杉浦綾乃 (cv.藤田咲) (2015)
- 血液型くん!
  - さよならフルムーン - 鳴海杏子 (2016)
- この素晴らしい世界に祝福を!
  - fantastic dreamer - Machico(2016)
  - Do M - ダクネス(cv.茅野愛衣) (2016)
  - ハローグッバイ - ルナ(cv.原紗友里) (2016)
  - Million Smile - Machico (2017)
- NEW GAME!
  - Now Loading!!!! - fourfolium（cv.高田憂希／山口愛／戸田めぐみ／竹尾歩美）(2016)
  - It’s OK!! - 篠田はじめ（cv.戸田めぐみ） (2016)
  - いとしかなし月日よ - 阿波根うみこ(cv.森永千才) (2017)
  - STEP by STEP UP↑↑↑↑ - fourfolium（cv.高田憂希／山口愛／戸田めぐみ／竹尾歩美）(2017)
  - ススメRunner!! - fourfolium（cv.高田憂希／山口愛／戸田めぐみ／竹尾歩美） (2017)
  - JUMP’in JUMP UP!!!! - fourfolium（cv.高田憂希／山口愛／戸田めぐみ／竹尾歩美）(2017)
  - ユメイロコンパス - fourfolium（cv.高田憂希／山口愛／戸田めぐみ／竹尾歩美） (2017)
  - Rainbow Days!! - 涼風青葉(cv.高田憂希)  (2017)
  - Blindly Sky - 八神コウ(cv.日笠陽子） (2017)
  - こころメッセージ - 滝本ひふみ(cv.山口愛) (2017)
  - ふたり空 - 遠山りん(cv.茅野愛衣） (2017)
  - CLEAR! - 篠田はじめ(cv.戸田めぐみ) (2017)
  - BUG! BUG! SURVIVAL! - 桜ねね(cv.朝日奈丸佳)、阿波根うみこ(cv.森永千才) (2017)
  - Piece Of Peace - 飯島ゆん(cv.竹尾歩美) (2017)
  - YOU-TOPIA! - もずく&葉月しずく(cv.喜多村英梨) (2017)
  - イッチョクセン - 涼風青葉（cv.高田憂希） (2017)
  - small smile - 滝本ひふみ(cv.山口愛) (2017)
  - Lv UP DAYS - 篠田はじめ(cv.戸田めぐみ) (2017)
  - Heart Restart - 飯島ゆん(cv.竹尾歩美) (2017)
  - CAWAII TEA TIME - 葉月しずく(cv.喜多村英梨) (2018)
  - カラフル☆フュージョン - 篠田はじめ（cv.戸田めぐみ）、飯島ゆん（cv.竹尾歩美） (2018)
  - Dreaming Stars - 涼風青葉（cv.高田憂希）、滝本ひふみ（cv.山口 愛） (2018)
  - サヨナラ飛行機雲 - 涼風青葉(cv.高田憂希)、八神コウ(cv.日笠陽子)（2018）
- ご注文はうさぎですか?
  - Everyday Level Up!! - マヤ(cv.徳井青空) (2016)
  - 素敵なダンスタイム - メグ(cv.村川梨衣) (2016)
  - のんピースマイペース - ココア・千夜 (2017)
  - Sing a Song!!!!! - リゼ・マヤ (2017)
  - チャイム♪タイムカプセル - メグ（cv.村川梨衣） (2019)
- ReLIFE
  - ReJOIN♪ -小野屋杏（cv.上田麗奈） (2015)
- ハイスクール・フリート
  - シャスリー・ヴァヴァ・プティー！！ - 勝田聡子（cv.五月ちさと） (2016)
  - TRIGGER HAPPY GIRL - 西崎芽依（cv.種﨑敦美） (2017)
  - ビューティフル・ビューグル - 万里小路楓（cv.中村桜）（2019）
  - 未完 みかん’s Happy Recipe - 伊良子美甘（cv.麻倉もも）（2020）
  - 旅打ちカモメ - ヴィルヘルミーナ・ブラウンシュヴァイク・ インゲノール・フリーデブルク（cv.五十嵐裕美）（2020）
- てーきゅう
  - グルテン哀歌 - 近藤うどん子 (cv.石原夏織) (2016)
  - ニホンゴワカリマセン - トマリン (cv.小倉唯) (2016)
  - ドリーム・ファースト・宣誓しょん! - 押本ユリ(cv.渡部優衣) (2017)
- One Room
  - 夏空エール - 桃原奈月(cv.村川梨衣) (2017)
- 幼女戦記
  - Los! Los! Los! - ターニャ・デグレチャフ(cv.悠木碧) (2017)
- アイドル事変
  - ワンダーランドの角砂糖 - カーバンクル (2017)
- ソードアート・オンライン
  - 空へと宛てた手紙 - アスナ(cv.戸松 遥)&ユウキ(cv.悠木 碧) (2017)
  - Ubiquitous dB –special ver.- - 結城明日奈(cv.戸松 遥)、綾野珪子(cv.日高里菜) (2017)
  - Break Beat Bark! –special ver.- - 篠崎里香(cv.高垣彩陽)、朝田詩乃(cv.沢城みゆき) (2017)
- 武装少女マキャヴェリズム
  - Shocking Blue - 伊藤美来(2017)
  - Go-Ran-Shin - 花酒蕨（cv.日高里菜） (2017)
- ひなこのーと
  - しあわせ色 - 柊 真雪(cv.小倉 唯)／萩野千秋(cv.東城日沙子) (2017)
- ロクでなし魔術講師と禁忌教典
  - Precious You☆ - システィーナ＝フィーベル(cv.藤田 茜)、ルミア＝ティンジェル(cv.宮本侑芽)、リィエル＝レイフォード(cv.小澤亜李)(2017)
  - 此の世の摂理を識りし者 - セリカ＝アルフォネア(cv.喜多村英梨) (2017)
- 冴えない彼女の育てかた
  - DOUBLE RAINBOW DREAMS - 澤村・スペンサー・英梨々(cv.大西沙織) & 霞ヶ丘詩羽(cv.茅野愛衣) (2017)
  - 檄！帝国華撃団 - 加藤恵、澤村・スペンサー・英梨々、霞ヶ丘詩羽、氷堂美智留、波島出海 (2017)
  - Little Busters! - 氷堂美智留（cv.矢作紗友里） (2017)
  - allegretto-そらときみ - 澤村・スペンサー・英梨々（cv.大西沙織） (2017)
  - true my heart - 波島出海（cv.赤﨑千夏） (2017)
- アイドルタイムプリパラ
  - 最上級ぱらどっくす - わーすた(2017)
- ヤマノススメ おもいでプレゼント
  - おもいでクリエイターズ -あおい(cv.井口裕香) (アーティスト)、ひなた(cv.阿澄佳奈) (2017)
- ボールルームへようこそ
  - Dance with my… - 花岡雫(cv.佐倉綾音) (2017)
  - Flower’s monologue - 赤城真子(cv.諸星すみれ) (2017)
- 刀使ノ巫女
  - Save you Save me - 衛藤可奈美（cv.本渡 楓）、十条姫和（cv.大西沙織）、柳瀬舞衣（cv.和氣あず未）、糸見沙耶香（cv.木野日菜）、益子 薫（cv.松田利冴）、古波蔵エレン（cv.鈴木絵理）(2018)
  - 二重のキズナ - 衛藤可奈美（cv.本渡 楓）、十条姫和（cv.大西沙織） (2018)
  - 心のメモリア - 衛藤可奈美（cv.本渡 楓）、十条姫和（cv.大西沙織）、柳瀬舞衣（cv.和氣あず未）、糸見沙耶香（cv.木野日菜）、益子 薫（cv.松田利冴）、古波蔵エレン（cv.鈴木絵理）(2018)
  - 青空パレード - 柳瀬舞衣（cv.和氣あず未）、糸見沙耶香（cv.木野日菜） (2018)
  - Sword & Wing - 衛藤可奈美(cv.本渡楓) (2018)
  - Last Regret - 十条姫和(cv.大西沙織) (2018)
  - Humming Bird - 柳瀬舞衣（cv.和氣あず未） (2018)
  - Heart of Gold - 糸見沙耶香（cv.木野日菜） (2018)
  - えぶりでい・ほりでい - 益子薫（cv.松田利冴） (2018)
  - ハイテンション・エクスプロージョン - 古波蔵エレン（cv.鈴木絵理） (2018)
  - Shining Double Star - 衛藤可奈美（cv.本渡 楓）＆十条姫和（cv.大西沙織） (2018)
  - 進化系Colors - 衛藤可奈美（cv.本渡 楓）、十条姫和（cv.大西沙織）、柳瀬舞衣（cv.和氣あず未）、糸見沙耶香（cv.木野日菜）、益子 薫（cv.松田利冴）、古波蔵エレン（cv.鈴木絵理） (2018)
  - 今この身が果てようとも - 衛藤可奈美（cv.本渡 楓）＆十条姫和（cv.大西沙織） (2018)
  - 未来エピローグ - 衛藤可奈美（cv.本渡 楓）、十条姫和（cv.大西沙織）、柳瀬舞衣（cv.和氣あず未）、糸見沙耶香（cv.木野日菜）、益子 薫（cv.松田利冴）、古波蔵エレン（cv.鈴木絵理） (2018)
  - 月色花火 - 糸見沙耶香（cv.木野日菜）＆益子薫（cv.松田利冴）（2018）
  - Happy Cookie Holic - 柳瀬舞衣（cv.和氣あず未）＆古波蔵エレン（cv.鈴木絵理）（2018）
  - blurry shadow - 安桜美炎（cv.茜屋日海夏）、 瀬戸内智恵（cv.石原夏織）、七之里呼吹（cv.五十嵐裕美）、六角清香（cv.藤田茜）、木寅ミルヤ（cv.沼倉愛美）、山城由依（cv.上坂すみれ）（2020）
- スロウスタート
  - 夕焼けといっしょに - STARTails☆（近藤玲奈・伊藤彩沙・嶺内ともみ・長縄まりあ） (2018)
- 三ツ星カラーズ
  - 最強無敵アイドルさっちゃんあらわる - さっちゃん（cv.高野麻里佳） (2018)
- 多田くんは恋をしない
  - ずっと、ありがとう - テレサ・ワーグナー（cv.石見舞菜香） (2018)
- りゅうおうのおしごと!
  - Dance on the board! - 夜叉神天衣(cv.佐倉綾音) (2018)
- Cutie Honey Universe
  - OVER HEAT,OVER HEART - ミスティーハニー(cv.田村ゆかり)(2018)
  - 愛がなくちゃ戦えない（Misty Honey ver.） - ミスティーハニー(cv.田村ゆかり)(2018)
- ちおちゃんの通学路
  - Danger in my 通学路 - 三谷裳ちお(cv.大空直美)、野々村真奈菜(cv.小見川千明)、細川 雪(cv.本渡 楓)(2018)
  - 青春とは？ - 三谷裳ちお(cv.大空直美)(2018)
  - That’s カバディ・ストラグル!! - 三谷裳ちお(cv.大空直美)、久志取まどか(cv.大地葉)(2018)
- One Room セカンドシーズン
  - 青空モーニンググローリー - 花坂結衣(cv.Ｍ・Ａ・Ｏ)（2018）
  - サーチライトと月灯り - 天月真白（cv.水瀬いのり）（2018）
- ヤマノススメ サードシーズン
  - 地平線ストライド - あおい（cv.井口裕香）、ひなた（cv.阿澄佳奈）、かえで（cv.日笠陽子）、ここな（cv.小倉唯）（2018）
  - 色違いの翼 - あおい（cv.井口裕香）、ひなた（cv.阿澄佳奈）（2018）
  - カタツムリまいんど - あおい（cv.井口裕香）（2018）
- はるかなレシーブ
  - FLY two BLUE - 大空 遥（cv.優木かな）、比嘉かなた（cv.宮下早紀）（2018）
  - 前を向いて！ - 大城あかり（cv.木村千咲）（2018）
  - Wish me luck!!!! - 大空 遥（cv.優木かな）、比嘉かなた（cv.宮下早紀）、トーマス・紅愛（cv.種﨑敦美）、トーマス・恵美理（cv.末柄里恵）（2018）
  - ワクワクシークヮーサー - 大城あかり（cv.木村千咲）（2018）
  - ここからふたりは - トーマス・恵美理（cv.末柄里恵）（2018）
  - Do Your Best！ - 大城あかり（cv.木村千咲）（2019）
- 百錬の覇王と聖約の戦乙女
  - 世界中が恋をする夜 - フェリシア(cv.末柄里恵)、ジークルーネ(cv.伊達朱里紗)、イングリット(cv.河瀬茉希)、リネーア(cv.高尾奏音）（2018）
- ゆらぎ荘の幽奈さん
  - はみんぐあうと♪ - 湯ノ花幽奈（cv.島袋美由利）（2018）
  - 真夜中の恋人 - 荒覇吐呑子（cv.加隈亜衣）（2018）
- 怪獣娘（黒）〜ウルトラ怪獣擬人化計画〜
  - 東奔西走行進曲 - ブラック指令（cv.新田ひより）、ペガッサ星人（cv.八木侑紀）、シルバーブルーメ（cv.高橋未奈美)、ノーバ（cv.石原夏織）（2018）
- 青春ブタ野郎はバニーガール先輩の夢を見ない
  - 不可思議のカルテ - 桜島麻衣、古賀朋絵、双葉理央、豊浜のどか、梓川かえで、牧之原翔子 （cv,瀬戸麻沙美、東山奈央、種﨑敦美、内田真礼、久保ユリカ、水瀬いのり）（2018）
- あかねさす少女
  - ソラネタリウム - MICHI（2018）
- となりの吸血鬼さん
  - †吸tie Ladies† - ソフィー・トワイライト（cv.富田美憂）、天野灯（cv.篠原侑）、夏木ひなた（cv.Lynn）、エリー（cv.和氣あず未）（2018）
- 寄宿学校のジュリエット
  - いつか世界が変わるまで - 飯田里穂（2018）
- みにとじ
  - この番組はうら若き公務員たちの提供でお送りいたします - 衛藤可奈美（cv.本渡楓）＆安桜美炎（cv.茜屋日海夏）（2019）
- Re:ステージ! ドリームデイズ♪
  - Don’t think,スマイル!! - KiRaRe（2019）
  - Blooming,Blooming! - 式宮舞菜（cv.牧野天音）（2019）
  - キラメキFuture - KiRaRe（2019）
  - OvertuRe: - KiRaRe（2019）
  - 私たち、四季を遊ぶんです！！ - Re:STAGE! ALL IDOL（2021）
- ぼくたちは勉強ができない！
  - Can now, Can now - Study（白石晴香・富田美憂・鈴代紗弓・Lynn・朝日奈丸佳）（2019）
  - My first story - 桐須真冬（cv.Lynn）（2020）
- 天華百剣 〜めいじ館へようこそ！〜
  - 紅、華を咲かせて - 御華見衆 椿組（2019）
- ぬるぺた
  -     1. NULL!*Peta - ぬる（cv.和氣あず未）、ぺた（cv.上田麗奈）（2019）
- IDOLY PRIDE
  - Shock out, Dance!! - LizNoir（2020）
  - サヨナラから始まる物語 - 星見プロダクション（2020）
  - IDOLY PRIDE - 星見プロダクション（2021）
  - The Last Chance - LizNoir（2021）
  - Fight oh! MIRAI oh! - 星見プロダクション（2021）
  - GIRI-GIRI borderless world- LizNoir（2021）
- アズールレーン
  - Pro Tanto Quid Retribuamus - ベルファスト(cv.堀江由衣)（2020）
  - Blue Sprit - イラストリアス（cv.雨宮天）、ボルチモア（cv.高橋未奈美）、ダイドー（cv.青木瑠璃子）、タシュケント（cv.井澤詩織）、アルバコア（cv.種﨑敦美）（2020）
  - 艦上LOYALTY - Verheerender（2020）
  - 祈りノウタ - ル・マラン（cv.白石晴香）（2020）
- うちタマ?! ～うちのタマ知りませんか？～
  - Kitty’s cutie! - 花咲モモ（cv.花澤香菜）（2020）
- 推しが武道館いってくれたら死ぬ
  - 私たちが武道館に行ったら - ChamJam（2020）
- ガル学。〜聖ガールズスクエア学院〜
  - サクラ道！ - east²（2020）
- キラッとプリ☆チャン
  - イルミナージュ・ランド - Run Girls, Run！
- あひるの空
  - 明日の空へ  - saji（2020）
- りばあす
  - エーテルのススメ - ⁂（アステリズム）（2020）
- OneRoomサードシーズン
  - 太陽とレインボー - 琴川晶(cv.富田美憂)（2020）
  - 春夏秋冬*笑顔日和 - 花坂結衣(cv:M・A・O)（2021）
- ウマ娘 プリティーダービー Season 2
  - ユメヲカケル！ - スペシャルウィーク(cv.和氣あず未)、サイレンススズカ(cv.高野麻里佳)、トウカイテイオー(cv.Machico)、ウオッカ(cv.大橋彩香)、ダイワスカーレット(cv.木村千咲)、ゴールドシップ(cv.上田 瞳)、メジロマックイーン(cv.大西沙織)（2021）
- 東京ミュウミュウ にゅ～♡
  - bitter sweet darling - Smewthie（2021）
- 弱キャラ友崎くん
  - STAND BY みー! - 七海みなみ（cv.谷川育美）（2021）
  - ひら、ひらり - 菊池風香（cv.茅野愛衣）（2021）
- チート薬師のスローライフ〜異世界に作ろうドラッグストア〜
  - マイニチカシマシファーマシー - ノエラ（cv.松田利冴）&ミナ（cv.熊田茜音）with 桐尾礼治·レイジ（cv.福島潤）

#### 特撮作品
- 宇宙戦隊キュウレンジャー
  - キューレットザチャンス - Project.R(SisterMAYO、高取ヒデアキ) (2017)
- ウルトラマンジード
  - マホロバリバティ - レム（cv.三森すずこ） (2017)
  - GEEDの証～レムバージョン～ - レム（cv.三森すずこ） (2017)
  - おうえんだん1号 - ペガ（cv.潘めぐみ） (2017)

#### ゲーム
- グランブルーファンタジー
  - キミとボクのミライ ～GRANBLUE FANTASY～ - ジータ（cv.金元寿子）、ルリア（cv.東山奈央）、ヴィーラ（cv.今井麻美）、マリー（cv.長谷川明子）(2015)
  - ソラのミチシルベ ～GRANBLUE FANTASY～ - フェリ（cv.米澤円）(2015)
  - ヨゾラのシズク ～GRANBLUE FANTASY～ - アリーザ（cv.高森奈津美），ジェシカ（cv.瀬戸麻沙美）(2016)
  - Never Ending Fantasy ～GRANBLUE FANTASY～ - ディアンサ(cv.水瀬いのり)、リナリア(cv.田中美海)、ハリエ(cv.小倉唯)、ジオラ(cv.高橋未奈美)、カンナ(cv.内山夕実)(2016)
  - マホウのノート ～GRANBLUE FANTASY～ - ルリア（cv.東山奈央）、シェロカルテ（cv.加藤英美里）(2016)
  - Never Ending Fantasy ～Cagliostro Ver.～ - カリオストロ（cv.丹下桜）(2016)
- ガールフレンド（仮）
  - One Step! - 望月エレナ（cv. 原田ひとみ）＆村上文緒（cv.名塚佳織）(2016)
  - 笑顔のすゝめ - 橘響子（cv.新谷良子）(2016)
  - せいくらべ - 上条るい（cv.渡部優衣）(2016)
  - brand-new magic days - 新垣雛菜（cv.米澤円）(2017)
  - とりま、でびゅーしちゃいますか - かぶきガールズ[浅見景、天都かなた、皆藤蜜子、クロエ・ルメール(cv.伊藤美来、井上喜久子、たかはし智秋、丹下桜)] (2017)
  - 筆始めブルース - 皆藤蜜子(cv.たかはし智秋) (2017)
  - むにゃむにゃゲッチュー恋吹雪! - にゅーろん★くりぃむそふと(2018)
  - Precious Memories - 神楽坂砂夜、風町陽歌、クロエ・ルメール、櫻井明音、椎名心実、村上文緒（cv.寿美菜子、早見沙織、丹下桜、佐藤利奈、佐藤聡美、名塚佳織）(2018)
- FRESH KISS 100%
  - もぎたて☆レスカ! - 高橋胡桃 (2016)
- オルタナティブガールズ
  - ルナリア - 水島愛梨(cv.遠藤ゆりか)、広瀬こはる(cv.橋本ちなみ)、柊つむぎ(cv.上坂すみれ)、織宮結衣(cv.佳村はるか)、朝比奈乃々(cv.伊藤美来) 主題歌 (2016)
  - もっとBe My Power - 悠木美弥花（cv.竹達彩奈） (2017)
  - はわはわアワー - 桃井日奈(cv.花守ゆみり) (2018)
  - Evening Primrose - 雪城若菜(cv.小清水亜美) (2019)
  - にゃんでもにゃい日のにゃにゃ不思議 - 柊つむぎ（cv.上坂すみれ）（2021）
- Re:ステージ!
  - Cresc. Heart -トロワアンジュ (2017)
  - 宣誓センセーション - KiRaRe (2017)
  - WINTER JEWELS - KiRaRe (2017)
  - STORIA - トロワアンジュ (2018)
  - エンゼルランプ - トロワアンジュ (2018)
  - Sinfonia - トロワアンジュ (2018)
  - 367days - KiRaRe（2018）
  - 冒険トラベラー - KiRaRe（2018）
  - Gloly Star - ステラマリス（2019）
  - ハッピータイフーン - KiRaRe（2019）
  - ステレオライフ - KiRaRe（2019）
- 白猫テニス
  - YOU ARE THE WINNER - プレミアムピーク(cv.橋本結、冨岡美沙子) (2018)
- ウマ娘 プリティーダービー
  - 恋する世界 - ファインモーション(cv.橋本ちなみ) (2018)
  - ユメゾラ - タマモクロス (cv.大空直美)、サクラバクシンオー (cv.三澤紗千香)、ビコーペガサス (cv.田中あいみ) (2018)
- プリンセスコネクト!
  - Connecting Happy!! - ペコリーヌ(cv.M・A・O)、コッコロ(cv.伊藤美来)、キャル(cv.立花理香) (2018)
- オンゲキ
  - タテマエと本心の大乱闘 - 藍原 椿（cv.橋本 ちなみ）(2018)
  - Gran Fatalité - 柏木 咲姫（cv.石見 舞菜香）(2018)
  - 本能的Survivor - ⊿TRiEDGE[高瀬梨緒(cv.久保ユリカ)、結城莉玖(cv.朝日奈丸佳)、藍原 椿(cv.橋本ちなみ)] (2018)
  - Kiss Me Kiss - bitter flavor [桜井 春菜(cv.近藤 玲奈)、早乙女 彩華(cv.中島 唯)] (2018)
  - トリドリ⇒モリモリ！ Lovely fruits☆ - 柏木美亜(cv.和氣あず未) (2019)
  - Rule the World!! - 逢坂 茜（cv.大空直美） (2019)
  - ポケットからぬりつぶせ！ - マーチングポケッツ [日向 千夏(cv.岡咲 美保)、柏木 美亜(cv.和氣 あず未)、東雲 つむぎ(cv.和泉 風花)]  (2019)
- ハイスクール・フリート 艦隊バトルでピンチ！
  - Victory Voyage!! - 岬明乃（cv.夏川椎菜）・宗谷ましろ（cv.Lynn）・榊原つむぎ（cv.西明日香）・高橋千華（cv.瀬戸麻沙美）(2019)
- maimai でらっくす
  - でらっくmaimai♪てんてこまい! - やしきん feat.でらっくま(cv.三森すずこ) (2019)
- 八月のシンデレラナイン
  - 青春ライン - 有原 翼/東雲 龍/野崎夕姫/河北智恵 (2019)
  - TOMORROW - 有原 翼/河北智恵 (2019)
  - My Revolution - 東雲 龍/野崎夕姫 (2019)
  - 浪漫飛行 - 有原 翼/東雲 龍/野崎夕姫/河北智恵 (2019)
  - UNKNOWNS - IN-HI 16（2020）
  - IENAI - IN-HI 16（2020）
- 天華百剣 -斬-
  - 恋の大運動会 - 虎御前の太刀(cv.高森奈津美)、日光助真(cv.中村桜)、日本一則重(cv.春瀬なつみ) (2019)
  - 紅、華を咲かせて - 御華見衆 椿組（2020）
  - 華よ心々から - 御華見衆 椿組（2020）
  - 海恋華 - 大天狗正家(cv.石上静香)、典厩割(cv.佐伯伊織)、陸奥守吉行(cv.森永千才)（2020）
  - すぺしゃる☆Holy Night！！ - 岡田切吉房(cv.杉浦しおり)、歌仙兼定(cv.佳穂成美)、二つ銘則宗(cv.河野ひより)（2020）
  - あおはる探検隊 - 抜丸(cv:金子彩花)、不動行光（cv:関根明良）、物干し竿(cv:小串麻依)（2021）
  - 結絆華 - 御華見衆 椿組（2021）
  - 結絆華[庖丁三姉妹ver.]  - 庖丁三姉妹（2021）
  - 結絆華[ざんなまぁ〜ず♪ver.] - ざんなまぁ〜ず♪（2021）
- きららファンタジア
  - Torchlight～夢の灯り～ - KiraraQuintet（2019）
  - Searchlight ～夢とうつつの物語～ - KiraraTerzett（2021）
- CUE!
  - Colorful - AiRBLUE（2020）
  - ミライキャンバスl - AiRBLUE（2021）
- 22/7 音楽の時間
  - 永遠はいらない - ChouChou（2020）

#### ライブ
- P's LIVE! 05 Go! Love&Passion!!
  - Let’s Go!! ～Sing For Tomorrow～ - 竹達彩奈、三森すずこ、内田真礼、MICHI (2017)

#### ラジオ番組
- 佐倉としたい大西
  - Radio time predator - 佐倉綾音・大西沙織 (2017)

#### 映画
- LAIDBACKERS-レイドバッカーズ-
  - とびっきりシンパシー☆ - (cv.茜屋日海夏) (2019)

### ボイス
- オルタナティブガールズ
  - VR水鉄砲 (2019)